# Cotylorhynchus
Cotylorhynchus — викопний рід травоїдних казеїдних синапсид, що жив наприкінці нижнього перму (кунгурський період) і, можливо, на початку середнього перму (роудський період) на території сучасних штатів Техас і Оклахома. Через велику кількість знайдених екземплярів він є найвідомішим казеїдом. Як і всі великі травоїдні казеїди, Cotylorhynchus мав коротку морду, нахилену вперед, і дуже великі зовнішні носові отвори. Казеїди зазвичай розглядаються як наземні тварини, хоча деякі автори припускають, що вони вели напівводний спосіб життя.
Його голова була дуже маленькою порівняно з розмірами тіла. Останнє було масивним, бочкоподібним та з довгим хвостом. Кінцівки були короткими та міцними. Передні та задні лапи мали короткі, широкі пальці з масивними кігтями. У бочкоподібному тілі, ймовірно, містився великий кишечник, що вказує на те, що тварині доводилося харчуватися великою кількістю рослин з низькою поживною цінністю.
Рід Cotylorhynchus представлений трьома видами, найбільший з яких міг досягати понад 6 м у довжину. Однак дослідження 2022 року припускає, що рід міг бути парафілетичним, а два з трьох видів, можливо, належали до окремих родів. 

## Опис

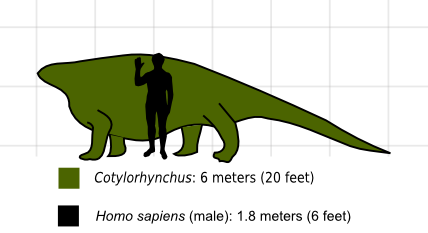
Порівняння розмірів з розмірами людини

Cotylorhynchus був одним з найбільших синапсидів раннього перму  Він сягав у холці до 3 м заввишки, до 6 м завдовжки та важив до 2 т. Череп Cotylorhynchus демонструє типову морфологію казеїд з нахиленою вперед мордою, дуже великим носовим отвором, склепінням черепа з численними дрібними западинами й дуже великим пінеальним отвором. Форма зубів вказує на живлення твердою рослинною їжею. Кількість зубів на верхній і нижній щелепах коливається від 16 до 20.
У нього було бочкоподібне тіло, маленька голова та хвіст ящіркового типу. Відростки хребців великих особин стають пропорційно довшими, особливо в тазовому відділі. За допомогою рухливих пальців з довгими кігтями він також, ймовірно, міг шукати їжу у ґрунті. Можливо вів напівводний спосіб життя.

## Палеобіологія

### Дієта
Добре розвинена бочкоподібна грудна клітка вказує на наявність масивної травної системи, придатної для засвоєння великої кількості рослин з низьким вмістом поживних речовин. Зубний ряд Cotylorhynchus також свідчить про те, що він був явно травоїдним. Передні зуби, довші й трохи вигнуті, ймовірно, слугували для збирання рослинності в роті. Гіоїдовий апарат, що зберігся у деяких казеїд (Euromycter та Ennatosaurus), вказує на існування відносно рухливого масивного язика, який, ймовірно, працював у взаємодії з зубами  на піднебінні під час ковтання. Язик притискав шматочки рослин до піднебіння, щоб проколоти їжу великими піднебінними зубами, що, можливо, сприяло посиленню целюлолітичної ферментації їжі в кишечнику.

## Філогенія
Філогенетична кладограма за Maddin та колегами, 2008 р.:
|  | Ennatosaurus                                                    |
|  |                                                                 |
|  | \| \| Cotylorhynchus \| \| \| \| \| \| Angelosaurus \| \| \| \| |
|  |                                                                 |
|  | Cotylorhynchus                                                  |
|  |                                                                 |
|  | Angelosaurus                                                    |
|  |                                                                 |

|  | Cotylorhynchus |
|  |                |
|  | Angelosaurus   |
|  |                |

|  | Ennatosaurus                                                    |
|  |                                                                 |
|  | \| \| Cotylorhynchus \| \| \| \| \| \| Angelosaurus \| \| \| \| |
|  |                                                                 |
|  | Cotylorhynchus                                                  |
|  |                                                                 |
|  | Angelosaurus                                                    |
|  |                                                                 |

|  | Cotylorhynchus |
|  |                |
|  | Angelosaurus   |
|  |                |

|  | Ennatosaurus                                                    |
|  |                                                                 |
|  | \| \| Cotylorhynchus \| \| \| \| \| \| Angelosaurus \| \| \| \| |
|  |                                                                 |
|  | Cotylorhynchus                                                  |
|  |                                                                 |
|  | Angelosaurus                                                    |
|  |                                                                 |

|  | Cotylorhynchus |
|  |                |
|  | Angelosaurus   |
|  |                |

|  | Ennatosaurus                                                    |
|  |                                                                 |
|  | \| \| Cotylorhynchus \| \| \| \| \| \| Angelosaurus \| \| \| \| |
|  |                                                                 |
|  | Cotylorhynchus                                                  |
|  |                                                                 |
|  | Angelosaurus                                                    |
|  |                                                                 |

|  | Cotylorhynchus |
|  |                |
|  | Angelosaurus   |
|  |                |

|  | Ennatosaurus                                                    |
|  |                                                                 |
|  | \| \| Cotylorhynchus \| \| \| \| \| \| Angelosaurus \| \| \| \| |
|  |                                                                 |
|  | Cotylorhynchus                                                  |
|  |                                                                 |
|  | Angelosaurus                                                    |
|  |                                                                 |

|  | Cotylorhynchus |
|  |                |
|  | Angelosaurus   |
|  |                |

|  | Ennatosaurus                                                    |
|  |                                                                 |
|  | \| \| Cotylorhynchus \| \| \| \| \| \| Angelosaurus \| \| \| \| |
|  |                                                                 |
|  | Cotylorhynchus                                                  |
|  |                                                                 |
|  | Angelosaurus                                                    |
|  |                                                                 |

|  | Cotylorhynchus |
|  |                |
|  | Angelosaurus   |
|  |                |

|  | Ennatosaurus                                                    |
|  |                                                                 |
|  | \| \| Cotylorhynchus \| \| \| \| \| \| Angelosaurus \| \| \| \| |
|  |                                                                 |
|  | Cotylorhynchus                                                  |
|  |                                                                 |
|  | Angelosaurus                                                    |
|  |                                                                 |

|  | Cotylorhynchus |
|  |                |
|  | Angelosaurus   |
|  |                |

|  | Ennatosaurus                                                    |
|  |                                                                 |
|  | \| \| Cotylorhynchus \| \| \| \| \| \| Angelosaurus \| \| \| \| |
|  |                                                                 |
|  | Cotylorhynchus                                                  |
|  |                                                                 |
|  | Angelosaurus                                                    |
|  |                                                                 |

|  | Cotylorhynchus |
|  |                |
|  | Angelosaurus   |
|  |                |